# (100320) 1995 MF5
(100320) 1995 MF5 es un asteroide perteneciente al cinturón de asteroides, descubierto el 22 de junio de 1995 por el equipo del Spacewatch desde el Observatorio Nacional de Kitt Peak, Arizona, Estados Unidos.

## Designación y nombre
Designado provisionalmente como 1995 MF5.

## Características orbitales
1995 MF5 está situado a una distancia media del Sol de 3,081 ua, pudiendo alejarse hasta 3,554 ua y acercarse hasta 2,607 ua. Su excentricidad es 0,153 y la inclinación orbital 6,658 grados. Emplea 1975 días en completar una órbita alrededor del Sol.

## Características físicas
La magnitud absoluta de 1995 MF5 es 16,1. Tiene 3,035 km de diámetro y su albedo se estima en 0,063.